# Chiesa dei Santi Alessandro e Tiburzio
La chiesa prepositurale dei Santi Alessandro e Tiburzio è la parrocchiale di Besozzo, in provincia di Varese ed arcidiocesi di Milano; fa parte del decanato di Besozzo.

## Storia
La prima citazione della chiesa di Sant'Alessandro a Besozzo, che seguiva in principio il rito romano, risale al 978; in paese risultava esistere anche una cappella secondaria intitolata a San Tiburzio, di cui rimase a partire dal Basso Medioevo solo un altare nella parrocchiale.
Nel 1574 la sede della pieve fu trasferita da Brebbia a Besozzo e contestualmente venne adottato pure qua il rito ambrosiano; la chiesa di Sant'Alessandro fu modificata entro il 1579 nella configurazione dell'area presbiterale.
Monsignor Mazenta, visitando la pieve nel 1616, incaricò l'architetto Fabio Mangone di ricostruirla e due anni dopo venne posta la prima pietra, anche se i lavori iniziarono nei fatti appena nel 1646; nel 1683 l'arcivescovo Federico Visconti trovò che l'edificio era praticamente ultimato.
La facciata fu invece completata nell'Ottocento, periodo in cui si procede anche a rimaneggiare il campanile; nel 1898 l'arcivescovo Andrea Carlo Ferrari, compiendo la sua visita pastorale, trovò che i fedeli ammontavano a 2704, che la chiesa dei Santi Alessandro e Tiburzio, che era sede della confraternita del Santissimo Sacramento, delle Pie unioni delle Figlie di Maria, della Santa Infanzia e della Propagazione della fede, della Compagnia di San Luigi Gonzaga e della Congregazione del Terz'Ordine di San Francesco d'Assisi, aveva come filiali gli oratori di Santa Caterina da Siena, di San Nicone, di Sant'Antonio Abate e della Madonna Addolorata e che il vicariato besozzese comprendeva, oltre alla parrocchia capopieve, anche le parrocchie di Cardana, Cadrezzate, Monvalle, Ispra, Brebbia, Malgesso, Carnisio con Sant'Andrea, Cocquio, Gavirate, Comerio, Bardello, Olginasio, Biandronno, Cazzago, Inarzo, Bernate, Ternate, Comabbio, Travedona e Osmate.
Nel quindicennio precedente la Grande Guerra l'interno della struttura venne abbellito con decorazioni e dipinti eseguiti da Davide Beghè.
Tra il 1971 e il 1972, con la riorganizzazione territoriale dell'arcidiocesi voluta dal cardinale Giovanni Colombo, la pieve foraniale venne soppressa e il vicariato trasformato in decanato; nella prima metà degli anni novanta la chiesa fu adeguata alle norme postconciliari. 

## Descrizione

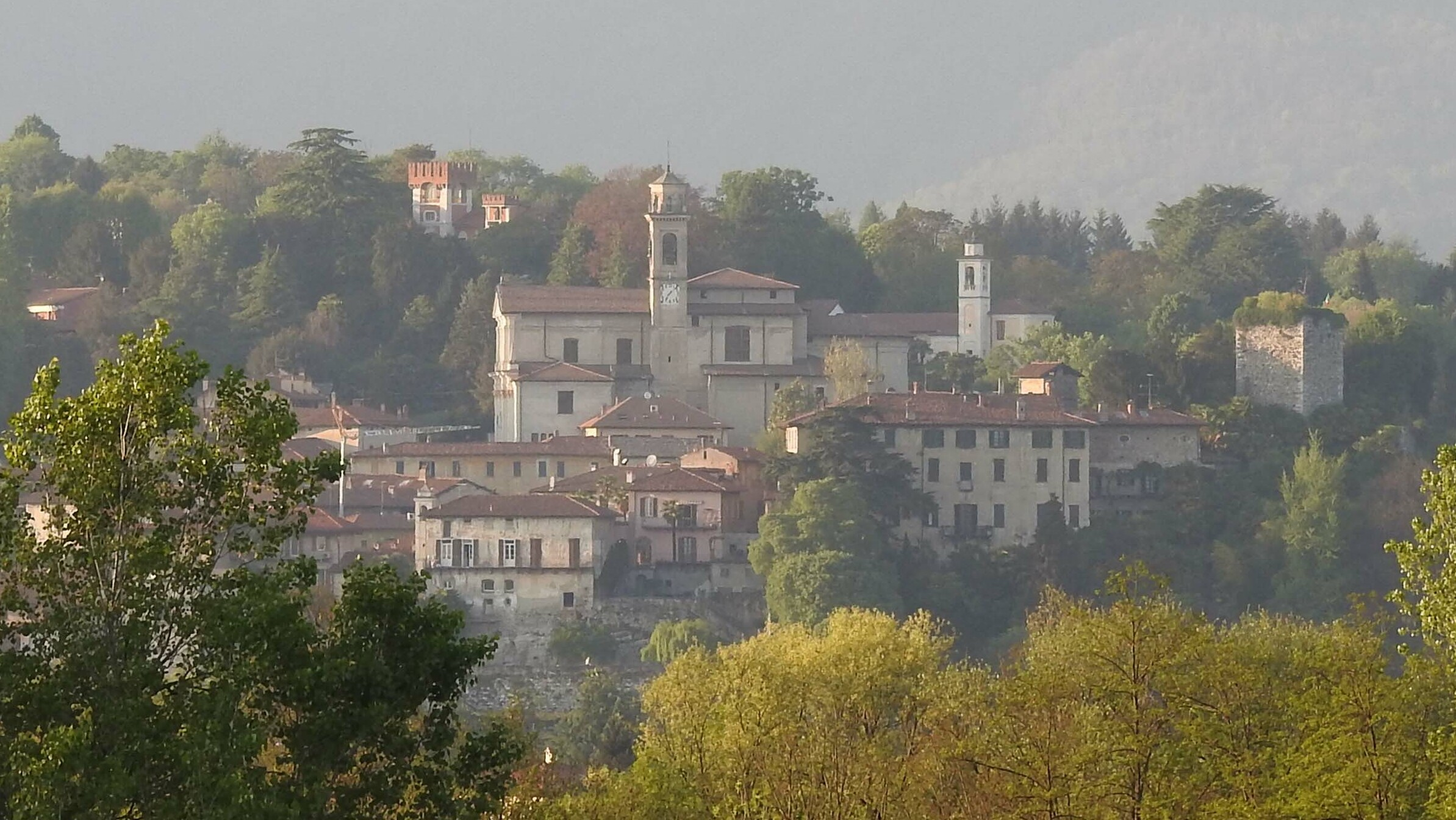
veduta di Besozzo alta con la chiesa al centro

### Esterno
La facciata a salienti della chiesa, rivolta ad occidente, è suddivisa da una cornice marcapiano modanata in due registri, entrambi scanditi da paraste; quello inferiore, più largo, presenta al centro il portale d'ingresso e ai lati due nicchie ospitanti altrettante statue, mentre quello superiore è caratterizzato da una finestra e da due nicchie vuote e coronato dal timpano triangolare.
Annesso alla parrocchiale è il campanile a base quadrata, la cui cella presenta su ogni lato una monofora ed è coronata dal tamburo sorreggente il basso tetto a otto falde.

### Interno
L'interno dell'edificio si compone di un'unica navata, sulla quale si affacciano le cappelle laterali e le cui pareti sono scandite da lesene, sorregenti il cornicione sopra cui si imposta la volta; al termine dell'aula si sviluppa il presbiterio, chiuso dall'abside semicircolare.